# Федово (Бежаницкий район)
Федово — деревня в Бежаницком районе Псковской области. Входит в состав сельского поселения муниципальное образование «Лющикская волость».
Расположена на левом берегу реки Ашевка, в 18 км к северо-западу от райцентра Бежаницы и в 2 км к юго-западу от деревни Гора.
Численность населения по оценке на 2000 год составляла 25 жителей.